# Just Dance 2023 Edition
Just Dance 2023 Edition é um jogo de ritmo de dança 2022 desenvolvido e publicado pela Ubisoft. Foi revelado em 10 de setembro de 2022 durante a apresentação na web do Ubisoft Forward de setembro de 2022 como a décima quarta parcela principal e a última parcela do Just Dance. e foi lançado em 22 de novembro de 2022 para Nintendo Switch, PlayStation 5 e Xbox Series X/S. É o terceiro jogo da série, após o Just Dance e Just Dance 2021 não será anunciado em E3. É também o primeiro jogo desde Just Dance 2014 não liberar para PlayStation 4 e Xbox One.
Just Dance 2023 Edition também foi inicialmente definido para ser lançado para Stadia, no entanto, foi anunciado que o Stadia seria encerrado em 18 de janeiro de 2023, cancelando assim a versão Stadia do jogo.

## Jogabilidade
Assim como nas parcelas anteriores da franquia, os jogadores devem imitar a coreografia do dançarino na tela para uma música escolhida usando o smartphone associado ao jogo appv(os jogadores do Nintendo Switch têm o Joy-Con)
A interface do usuário do jogo recebeu uma reformulação significativa, que visa emular os vistos em serviço de streaming, tal como Netflix, Hulu ou Disney+. Um novo recurso multijogador online foi adicionado, onde até seis jogadores podem se juntar a um grupo privado, substituindo o modo "World Dance Floor" das parcelas anteriores, com suporte cross-play no lançamento, com. Os cartões de dançarinos foram reformulados, com avatares agora com imagens dos treinadores em vez dos habituais avatares de cabeça, e emotes foram adicionados para mostrar como os jogadores se sentem após cada música. As animações de feedback de pontuação agora podem ser personalizadas com conjuntos de temas e agora são uma opção alternativa, assim como as comemorações de vitória, usadas para quando o jogador termina a música no modo single player ou ganha a música no modo multiplayer. A versão do Nintendo Switch apresenta a opção de escolher transmitir músicas da tracklist principal dos servidores online ou baixá-las para jogar offline. Além disso, as listas de reprodução agora consistem em partituras combinadas para todas as músicas em uma lista de reprodução. A progressão cruzada é um novo recurso da série Just Dance permitindo que os jogadores definam suas pontuações mais altas para cada música e lista de reprodução, avancem no nível do jogador e desbloqueiem cosméticos em várias plataformas.
Uma lista de reprodução baseada em histórias, intitulada "Enter the Danceverses", consiste em sete músicas: "Can't Stop the Feeling!", "Witch", "Physical", "Rather Be", "Locked Out of Heaven", "Majesty", and "If You Wanna Party". A história desta playlist centra-se em Sara, que é transportada para o "Danceverse" por Wanderlust através de uma bola antropomórfica discoteca que é lançada no mundo real através de sua TV e os segue em uma missão para salvar o Danceverse do Night Swan, enquanto tentam recrutar Brezziana e Mihaly para formar um grupo de treinadores conhecido como "Just Dancers", com Jack Rose (que está implícito ser o filho do Cisne Noturno) inicialmente servindo como um membro do exército do Night Swan, antes de se juntar aos outros após a derrota do Night Swan em uma batalha de dança para uma dança final. Após sua dança final, Wanderlust envia Sara.

## Trilha sonora

### Just Dance 2023 Edition
As seguintes músicas aparecem no Just Dance 2023 Edition:
| Song                                         | Artist                                                                  | Year |
| -------------------------------------------- | ----------------------------------------------------------------------- | ---- |
| "Anything I Do"                              | CLiQ (Feat. Ms Banks & Alika)                                           | 2018 |
| "As It Was"                                  | Harry Styles                                                            | 2022 |
| "Boy with Luv"                               | BTS (Feat. Halsey)                                                      | 2019 |
| "Bring Me to Life"                           | Evanescence                                                             | 2003 |
| "Can't Stop the Feeling!"                    | Justin Timberlake                                                       | 2016 |
| "Danger! High Voltage"                       | Electric Six                                                            | 2002 |
| "Disco Inferno"                              | The Trammps                                                             | 1976 |
| "Drivers License"                            | Olivia Rodrigo                                                          | 2021 |
| "Dynamite"                                   | BTS                                                                     | 2020 |
| "Good Ones"                                  | Charli XCX                                                              | 2021 |
| "Heat Waves"                                 | Glass Animals                                                           | 2020 |
| "I Knew You Were Trouble (Taylor's Version)" | Taylor Swift                                                            | 2021 |
| "If You Wanna Party"                         | The Just Dancers                                                        | 2022 |
| "Jamais Lâcher"                              | Michou                                                                  | 2022 |
| "Locked Out of Heaven"                       | Bruno Mars                                                              | 2012 |
| "Love Me Land"                               | Zara Larsson                                                            | 2020 |
| "Magic"                                      | Kylie Minogue                                                           | 2020 |
| "Majesty"                                    | Apashe (Feat. Wasiu)                                                    | 2018 |
| "Million Dollar Baby"                        | Ava Max                                                                 | 2022 |
| "More"                                       | K/DA (Feat. Madison Beer, (G)I-dle, Lexie Liu, Jaira Burns & Seraphine) | 2020 |
| "Numb"                                       | Linkin Park                                                             | 2003 |
| "Physical"                                   | Dua Lipa                                                                | 2020 |
| "Playground"                                 | Bea Miller                                                              | 2021 |
| "Psycho"                                     | Red Velvet                                                              | 2019 |
| "Radioactive"                                | Imagine Dragons                                                         | 2012 |
| "Rather Be"                                  | Clean Bandit (Feat. Jess Glynne)                                        | 2013 |
| "Sissy That Walk"                            | RuPaul                                                                  | 2014 |
| "Stay"                                       | The Kid Laroi & Justin Bieber                                           | 2021 |
| "Sweet but Psycho"                           | Ava Max                                                                 | 2018 |
| "Telephone"                                  | Lady Gaga (Feat. Beyoncé)                                               | 2010 |
| "Therefore I Am"                             | Billie Eilish                                                           | 2020 |
| "Top of the World"                           | Shawn Mendes                                                            | 2022 |
| "Toxic"                                      | Britney Spears                                                          | 2004 |
| "Walking on Sunshine"                        | Top Culture (ficou famosa na voz da Katrina and the Waves)              | 1985 |
| "Wannabe"                                    | Itzy                                                                    | 2020 |
| "Watch Out for This (Bumaye)"                | Major Lazer (Feat. Busy Signal, The Flexican & FS Green)                | 2013 |
| "We Don't Talk About Bruno"                  | Cast of Disney's Encanto                                                | 2021 |
| "Witch"                                      | Apashe (Feat. Alina Pash)                                               | 2021 |
| "Woman"                                      | Doja Cat                                                                | 2021 |
| "Wouldn't It Be Nice"                        | The Sunlight Shakers (as made famous by The Beach Boys)                 | 1966 |
| "Zooby Doo"                                  | Tigermonkey                                                             | 2016 |

1. ↑  Esteve disponível em Just Dance Unlimited em Just Dance 2020 a Just Dance 2022 por tempo limitado.
2. ↑  Esteve disponível em Just Dance Unlimited em Just Dance 2020 a Just Dance 2022 por tempo limitado.
3. ↑  A versão Extreme também está disponível na versão de teste do jogo.
4. ↑  Disponível apenas como uma faixa exclusiva francesa na trilha sonora
5. ↑  Música para League of Legends, apresentando personagens do jogo/membros da banda Kai'Sa, Ahri, Akali e Evelynn como os treinadores principais na versão clássica, e Seraphine como o treinador principal no Seraphin
6. ↑  Esteve disponível em Just Dance Unlimited em Just Dance 2020 a Just Dance 2022 por tempo limitado
7. ↑  Ligação para Arcane, apresentando o personagem do jogo/série principal Jinx como o treinador principal.
8. ↑  Também disponível na versão de teste do jogo.
9. ↑  Ligação para Lyle, Lyle, Crocodile, apresentando o personagem titular Lyle o Crocodilo como o treinador principal.
10. ↑  Originalmente apresentado como uma versão cover por The Hit Crew no Just Dance 2 com uma rotina diferente, que está incluída no jogo como uma rotina alternativa (embora descoberta), e conhecido como "Just Dance 2 versão".

### Just Dance+
Just Dance+ é um novo serviço de assinatura lançado juntamente com a edição 2023. Semelhante ao Just Dance Unlimited dos seis jogos anteriores, ele oferece acesso baseado em assinatura a uma biblioteca de streaming de músicas (150 músicas no lançamento) de jogos Just Dance anteriores, juntamente com o novo exclusivo. Clássicos recentemente transferidos e novas faixas exclusivas serão adicionadas ao serviço por meio de atualizações.

#### Faixas exclusivas
Músicas lançadas no JD2023 exclusivas para o serviço incluem:
| Música                            | Artistas                        | Ano  | Data de lançamento      |
| --------------------------------- | ------------------------------- | ---- | ----------------------- |
| "Farfalle"                        | Sangiovanni                     | 2022 | 6 de janeiro de 2023    |
| "UbuLove"                         | Naniwa Danshi                   | 2021 | 6 de janeiro de 2023    |
| "Woman" ("VIP" alternate routine) | Doja Cat                        | 2021 | 12 de janeiro de 2023   |
| "Vleugels"                        | K3                              | 2022 | 12 de janeiro de 2023   |
| "Stay" ("VIP" alternate routine)  | The Kid Laroi and Justin Bieber | 2021 | 19 de janeiro de 2023   |
| "ABC (Nicer)"                     | Gayle                           | 2021 | 27 de fevereiro de 2023 |
| "Wet Tennis"                      | Sofi Tukker                     | 2022 | 16 de março de 2023     |
| "Provenza"                        | Karol G                         | 2022 | 30 de março de 2023     |
| "About Damn Time"                 | Lizzo                           | 2022 | 6 de abril de 2023      |
| "SloMo"                           | Chanel                          | 2022 | 9 de maio de 2023       |
| "Give That Wolf a Banana"         | Subwoolfer                      | 2022 | 17 de maio de 2023      |
| "Euphoria"                        | Loreen                          | 2012 | 25 de maio de 2023      |
| "Beggin'"                         | Måneskin                        | 2017 | 15 de junho de 2023     |
| "Trenulețul"                      | Zdob și Zdub & Advahov Brothers | 2021 | 22 de junho de 2023     |
| "Dare to Live"                    | Trady                           | 2021 | 29 de junho de 2023     |
| "Sunroof"                         | Nicky Youre & Dazy              | 2021 | 20 de julho de 2023     |
| "Bloody Mary"                     | Lady Gaga                       | 2022 | 27 de julho de 2023     |
| "Miraculous"                      | Lou e Lenny-Kim                 | 2016 | 10 de agosto de 2023    |
| "Sacrifice"                       | The Weeknd                      | 2022 | 17 de agosto de 2023    |
| "DJ Got Us Fallin' in Love"       | Usher                           | 2010 | 24 de Agosto de 2023    |

1. 1 2 3 4 5  Evento World Tour
2. ↑  Também disponível como uma faixa exclusiva italiana na trilha sonora
3. ↑  Também disponível como faixa exclusiva japonesa na trilha sonora
4. ↑  Também disponível como uma rotina exclusiva do Canadá no jogo
5. ↑  Também disponível como uma faixa exclusiva da região do Benelux na trilha sonora
6. ↑  Também disponível como uma rotina exclusiva coreana no jogo
7. 1 2 3 4  Temporada 1: Lover Coaster
8. 1 2 3 4 5  2023 Edition Season 2: Showdown (Tie-in to the Eurovision Song Contest)
9. ↑  Gratuito por tempo limitado de 9 a 17 de maio
10. ↑  Também apareceu na versão chinesa de Just Dance 2020
11. 1 2 3 4  Edição de 2023 Temporada 3: Praia, Verão e Vampiros
12. ↑  Gratuito por tempo limitado de 20 a 27 de julho
13. ↑  Está disponível gratuitamente do dia 10 de agosto a 16 de agosto

## Recepção
Just Dance 2023 Edition recebeu "críticas geralmente favoráveis", de acordo com Metacritic.

## Prêmios e indicações

### A Conferência de Acessibilidade de Jogos
| Ano  | trabalho indicado    | Prêmio                                  | Resultado |
| ---- | -------------------- | --------------------------------------- | --------- |
| 2023 | Rotina "Radioactive" | Melhor Representação[carece de fontes?] | Venceu    |

## Futuro
Em entrevista ao JB Hi-Fi em novembro de 2022, a diretora da marca Just Dance, Amelie Louvet, confirmou que Edição 2023 seria a última parcela anual da série principal, com todo o conteúdo pós-lançamento, incluindo novas músicas, modos de jogo e recursos, sendo adicionados ao jogo por meio de atualizações online "ao longo do mês.